# Porto Empedocle vasútállomás
Porto Empedocle vasútállomás egy vasútállomás Olaszországban, Szicília régióban, Agrigento megyében, Porto Empedocle településen. Forgalma alapján az olasz vasútállomás-kategóriák közül a bronz kategóriába tartozik.

## Vasútvonalak
Az állomást az alábbi vasútvonalak érintik:
- Palermo–Agrigento–Porto Empedocle-vasútvonal
- Castelvetrano–Porto Empedocle-vasútvonal